# Optický disk Nintendo

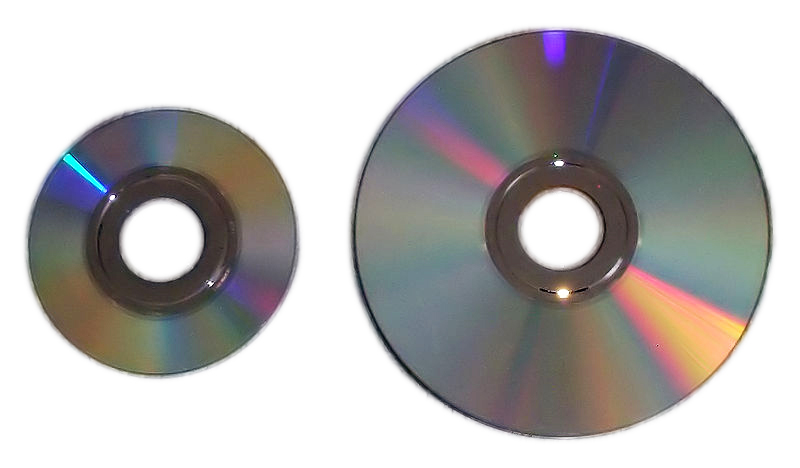
Disk pro GameCube a pro Wii

Optický disk Nintendo je datový nosič používaný na platformách firmy Nintendo, tj. Nintendo GameCube (Nintendo GameCube Game Disc) a Wii (Wii Optical Disc) a Wii U.
Disky pro Nintendo GameCube byly vytvořeny společností Matsushita a mají zpětnou kompatibilitu s konzolí Wii. GameCube herní disky mají kapacitu 1,5 GB a průměr 8 cm. Wii optické disky mohou mít kapacitu až 8,5 GB a průměr 12 cm.
GameCube disky byly kritizované za malý prostor (některé hry musely být vydávány na dvou discích). Pro zvýšení kapacity Wii disků podporují tyto disky dvouvrstvý záznam.